# Areopraon chaitophori
Areopraon chaitophori is een insect dat behoort tot de orde vliesvleugeligen (Hymenoptera) en de familie van de schildwespen (Braconidae). De wetenschappelijke naam van de soort werd voor het eerst geldig gepubliceerd door Tomanovic & Petrovic in 2009.